# غورد بامفورد
غورد بامفورد (بالإنجليزية: Gord Bamford)‏ مواليد 17 أبريل 1976 في فيكتوريا، هو مغني كندي بدأ مسيرته الفنية عام 1995.

## وصلات خارجية
- غورد بامفورد على موقع IMDb (الإنجليزية)
- غورد بامفورد على موقع ميوزك برينز (الإنجليزية)
- غورد بامفورد على موقع أول ميوزيك (الإنجليزية)
- غورد بامفورد على موقع ديسكوغز (الإنجليزية)
- الموقع الإلكتروني